# Jewgienij Iwanowski
Jewgienij Filippowicz Iwanowski (ros. Евге́ний Фили́ппович Ивано́вский, ur. 7 marca 1918 we wsi Czareja w guberni witebskiej, zm. 22 listopada 1991 w Moskwie) – radziecki dowódca wojskowy, generał armii, Bohater Związku Radzieckiego (1985).

## Życiorys
Urodzony w rosyjskiej rodzinie chłopskiej, która w 1925 przeniosła się do Krasnego Łymanu, gdzie ojciec pracował na kolei. Do 1935 uczył się w szkole średniej, potem do 1936 studiował w Kijowie i równocześnie był dyżurnym technikiem w radiowęźle na stacji kolejowej. Od 1936 w Armii Czerwonej, do 1938 słuchacz wojskowej szkoły broni pancernej w Saratowie, następnie dowódca kompanii pancernej w Moskiewskim Okręgu Wojskowym, 1939 uczestnik agresji ZSRR na Polskę. XII 1939 – III 1940 uczestnik agresji ZSRR na Finlandię w stopniu starszego porucznika, gdzie wyróżnił się podczas walk na Przesmyku Karelskim, za co został odznaczony. IX 1940 – X 1941 słuchacz Wojskowej Akademii Mechanizacji i Motoryzacji Armii Czerwonej, następnie na froncie II wojny światowej. Walczył w bitwie pod Moskwą jako szef sztabu i następnie dowódca 27. batalionu czołgów 82 Dywizji Strzeleckiej, pod Stalingradem jako szef wydziału 2 Korpusu Pancernego (V 1942 mianowany majorem, a IX 1942 podpułkownikiem), na Froncie Briańskim, w bitwie pod Kurskiem i o Dniepr jako szef wydziału operacyjnego 2 Korpusu Pancernego, następnie w walkach na Ukrainie i w Polsce jako szef wydziału operacyjnego 8 Gwardyjskiego Korpusu Pancernego i dowódca 62 gwardyjskiego ciężkiego pułku czołgów. Podczas operacji wschodniopruskiej i pomorskiej wyróżnił się podczas szturmu na Starogard Gdański i Gdynię.
Po wojnie dowódca pułku czołgów, od 1946 szef wydziału sztabu armii, od 1952 zastępca dowódcy wojsk pancernych i zmechanizowanych ds. artylerii samobieżnej Białoruskiego Okręgu Wojskowego, od 1953 szef sztabu, a od 1954 dowódca dywizji pancernej w Białoruskim Okręgu Wojskowym. 8 VIII 1955 mianowany generałem majorem wojsk pancernych. 1958 ukończył Wojskową Akademię Sztabu Generalnego Sił Zbrojnych ZSRR im. K. Woroszyłowa, po czym został I zastępcą szefa sztabu Dalekowschodniego Okręgu Wojskowego. Od 1961 dowódca armii, od 1956 I zastępca dowódcy, a od 1968 dowódca wojsk Moskiewskiego Okręgu Wojskowego. Od 27 IV 1962 generał porucznik, a od 25 X 1967 generał pułkownik. VII 1972 – XII 1980 dowódca Grupy Wojsk Radzieckich w Niemczech. 3 XI 1972 mianowany generałem armii. Od XII 1980 dowódca wojsk Białoruskiego Okręgu Wojskowego. 21 II 1985 „za męstwo i odwagę przejawiane w walce z niemiecko-faszystowskim najeźdźcą w Wielkiej Wojnie Ojczyźnianej, umiejętne dowodzenia wojskami w okresie powojennym, poprawienie ich gotowości bojowej” został uhonorowany tytułem Bohatera ZSRR. Od II 1985 głównodowodzący Wojsk Lądowych ZSRR - zastępca ministra obrony ZSRR, od 1989 w Grupie Generalnych Inspektorów Ministerstwa Obrony ZSRR. 1971-1989 członek KC KPZR. Pochowany na cmentarzu Nowodziewiczym.

## Odznaczenia
- Złota Gwiazda Bohatera ZSRR (1985)
- Order Lenina (trzykrotnie)
- Order Rewolucji Październikowej (5 marca 1988)
- Order Czerwonego Sztandaru (czterokrotnie - 1940, 20 lutego 1943, 4 sierpnia 1944 i 20 września 1944)
- Order Kutuzowa I klasy (4 listopada 1981)
- Order Suworowa III klasy (14 lutego 1945)
- Order Wojny Ojczyźnianej I klasy (dwukrotnie - 28 października 1943 i 11 marca 1985)
- Order Wojny Ojczyźnianej II klasy (31 lipca 1943)
- Order Czerwonej Gwiazdy (dwukrotnie, m.in. 1940)
- Order „Za służbę Ojczyźnie w Siłach Zbrojnych ZSRR” III klasy
- Medal „Za zasługi bojowe”
- Medal 100-lecia urodzin Lenina
- Medal „Za obronę Moskwy”
- Medal „Za obronę Stalingradu”
- Medal „Za zwycięstwo nad Niemcami w Wielkiej Wojnie Ojczyźnianej 1941–1945”
- Medal jubileuszowy „Dwudziestolecia zwycięstwa w Wielkiej Wojnie Ojczyźnianej 1941–1945”
- Medal jubileuszowy „Trzydziestolecia zwycięstwa w Wielkiej Wojnie Ojczyźnianej 1941–1945”
- Medal jubileuszowy „Czterdziestolecia zwycięstwa w Wielkiej Wojnie Ojczyźnianej 1941–1945”
- Medal „Za zdobycie Królewca”
- Medal „Weteran Sił Zbrojnych ZSRR”
- Medal „Za rozwój dziewiczych ziem”
- Medal jubileuszowy „30 lat Armii Radzieckiej i Floty”
- Medal jubileuszowy „40 lat Sił Zbrojnych ZSRR”
- Medal jubileuszowy „50 lat Sił Zbrojnych ZSRR”
- Medal jubileuszowy „60 lat Sił Zbrojnych ZSRR”
- Medal jubileuszowy „70 lat Sił Zbrojnych ZSRR”
- Order Karola Marksa (NRD, 1980)
- Order Scharnhorsta (NRD)
- Krzyż Komandorski Orderu Odrodzenia Polski (PRL, 6 października 1973)
- Order Zasługi Polskiej Rzeczypospolitej Ludowej (PRL, 12 kwietnia 1985)
- Krzyż Walecznych (PRL)
- Złoty Medal Braterstwa Broni (NRD)
- Medal Za umacnianie braterstwa broni I klasy (Czechosłowacja)